# ادواردو دیفندی
ادواردو دیفندی (انگلیسی: Edoardo Defendi؛ زادهٔ ۲۴ اوت ۱۹۹۱) بازیکن فوتبال اهل ایتالیا است.
از باشگاه‌هایی که در آن بازی کرده‌است می‌توان به باشگاه فوتبال کومو، باشگاه فوتبال برشا، و باشگاه فوتبال اتلتیکو آرتزو اشاره کرد.